# Potrero de la Palmita
Potrero de la Palmita är en ort i Mexiko.   Den ligger i kommunen Del Nayar och delstaten Nayarit, i den centrala delen av landet, 600 km väster om huvudstaden Mexico City. Potrero de la Palmita ligger 254 meter över havet och antalet invånare är 432.
Terrängen runt Potrero de la Palmita är kuperad åt sydväst, men åt nordost är den bergig. Runt Potrero de la Palmita är det mycket glesbefolkat, med 5 invånare per kvadratkilometer. Närmaste större samhälle är Zapote de Picachos, 7,0 km söder om Potrero de la Palmita. I omgivningarna runt Potrero de la Palmita växer huvudsakligen savannskog.